# غوردون هاميلتون (لاعب اتحاد الرغبي)
غوردون هاميلتون (بالإنجليزية: Gordon Hamilton)‏ هو لاعب اتحاد الرغبي بريطاني، ولد في 13 مايو 1964 في بلفاست في المملكة المتحدة.

## وصلات خارجية
- غوردون هاميلتون عل موقع إسبنسكروم (الإنجليزية)